# Delta latreillei
Delta latreillei är en stekelart som först beskrevs av Henri Saussure 1852.  Delta latreillei ingår i släktet Delta och familjen Eumenidae.

## Underarter
Arten delas in i följande underarter:
- D. l. petiolaris
- D. l. silaceus